# 日本陸軍鉄道連隊K2形蒸気機関車
日本陸軍鉄道連隊K2形蒸気機関車（にほんりくぐんてつどうれんたいK2がたじょうききかんしゃ）は、かつて陸軍鉄道連隊に在籍していた蒸気機関車である。

## 製造経緯
日本陸軍鉄道連隊E形蒸気機関車の増備車として製造された、軸配列0-10-0(E)形の600mm軌間用サイドタンク機である。
雨宮製作所などの他社との競争試作で設計製造されたK1形に続いて川崎車輛で設計され、主にソ満国境への配備を目的として 1942年にNos.101 - 115、1943年にNos.116 - 135、1944年にNos.136 - 146の合計46両が鉄道連隊向けとして同社で製造され、さらにこれらとは別に陸軍技術本部の発注により運転台機器やサイドタンクなどの配置を左右反転させた形の試作車であるNo.200が1943年にやはり川崎車輌で製造されて、全47両が出そろった。

## 構造

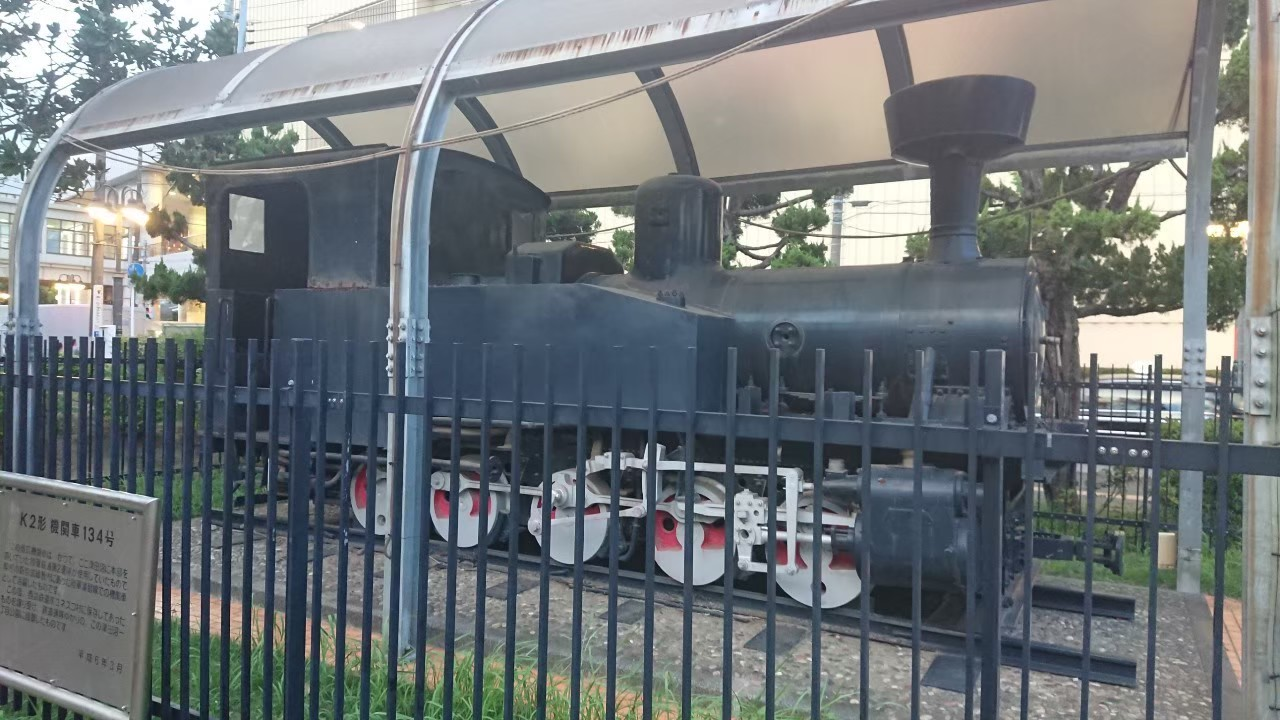
日本陸軍鉄道連隊K2形蒸気機関車

先行するE形などと共通の軸配列0-10-0(E)形で600mm軌間向けの飽和式単式2気筒サイドタンク機である。
試作機に当たるK1形ではE形と同様、15.0tあった自重を溶接構造の多用で12.5tと2.5t減量することに成功し、またK1形ではE形の輸入当時と同等のボイラー中心高であったものを、改造後のE形にあわせて引き下げている。
ルッターメラー式（コッペル・ギアシステム） を採用したE形と異なり、1890年に開発されたクリン-リントナー式と呼ばれる特殊かつ複雑な動軸遊動機構 を、特許有効期間が終了したことを確認の上で採用してあり、さらに主動輪である第3動輪をフランジレスとすることで、E形同様に曲線通過を容易としている。

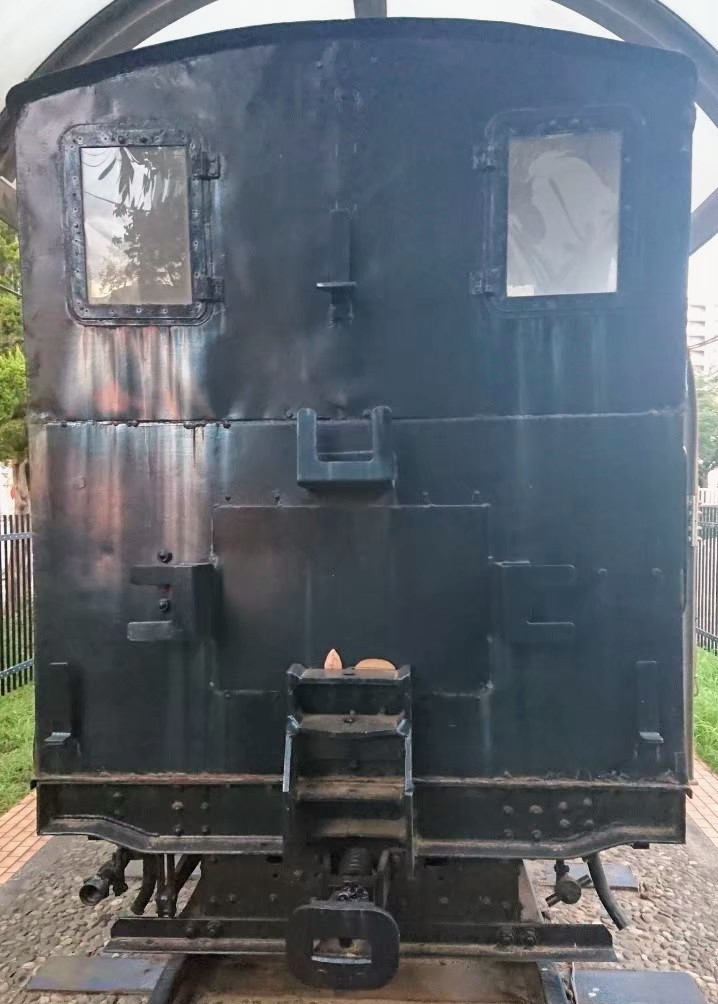
簡易化された四角形窓

外観上は前下方視界の確保のためサイドタンク前部の上辺が斜めに欠き取られた、C11形などの国鉄制式タンク機関車や同時期の各社製産業機関車と共通する造形となったのがK1形との最大の相違点であり、運転台前後の窓も工作の簡易化を考慮して通常の四角形の窓 になっている。また、リベット組み立てを排し電気溶接を多用しているため、サイドタンクや運転台など多くの部分が平滑な外観となっているのも特徴の1つである。

## 運用
初期の10両は満州駐留の鉄道連隊各部隊に配備され、ソ満国境などに敷設された野戦軽便鉄道で使用された。第二次大戦後は現地に放棄されたため、その後の消息は定かではない。
以後、海上輸送手段の喪失で内地に残留を強いられ、その後戦時中から戦後にかけて各私鉄等へ払い下げられて離散した。
戦時中には炭鉱・鉱山などの戦略物資輸送に使用される2フィート軌間 の鉄軌道への払い下げが実施されている。一方、遊休状態となっていた他の内地残留K2形の16両については、国内の工場引き込み線での使用や現在の貨車移動機に相当する入れ替え機としての運用を目的として、1,067mm軌間への改軌工事を国鉄工作局動力車課で実施した。詳細設計が行われ、改造工事は土崎・長野の2工機部が担当した。動輪遊動機構を撤去の上で車輪を台枠の外側に出して通常の内側固定台枠構造に変更、さらにはこれに伴って影響を受ける基礎ブレーキ装置の改造などが実施された。
常磐炭田の有力炭鉱であった大日本炭鉱へNos.112・113・129・130・131・133・144の7両 が払い下げられた。これらは全くの無改造のまま、常磐線の勿来から出倉炭鉱までの4.1kmを結ぶ同社専用線で1957年3月の609mm軌間から1､067mm軌間への改軌まで主力機として重用された。
次に軍需物資である亜鉛・鉛、銀などを採掘していた神岡鉱山と国鉄線を結ぶ貨物輸送手段であった神岡軌道 へ払い下げられたNos.115・116の2両は、同線が610mm軌間であったことから車両限界に干渉したキャブ以外ほぼ無改造で使用され、多動軸強力機としての本来の性能をフルに発揮した。もっとも、元々内燃動力前提で計画・建設され小断面のトンネルや落石よけのシェッドが多かった同線での蒸気機関車運用には問題が多く、戦後燃料事情が好転すると他の新製投入機と共に直ちに廃車となっている。
さらに、佐賀県多久市にあった明治鉱業多久鉱業所にはNos.118・119・120の3両のK2形が払い下げを受けて使用された。
No.135は呉羽化学工業が常磐線勿来駅から自社錦工場までの3.3kmの専用線で1961年まで使用された。
こうして改造された1,067mm版K2形の内、戦後千葉の陸軍兵器補給廠千葉支廠などに残されていたグループの一部は西武鉄道・小湊鉄道などに払い下げされた。もっとも、600mm軌間のままのE形と共にNos.136・139・140と3両の1,067mm版K2形の払い下げを受けた小湊鉄道では動輪径があまりに小さく速度が出ないことから本線運用には使用できなかったとされる。
こうした改軌されたK2形のうち、K2 121は流転を重ねた末、長らく国鉄土崎工場に保存され、各種装備などほぼ改軌当時の状態を保っていた。しかし国鉄の分割民営化後いつの間にか解体処分された。

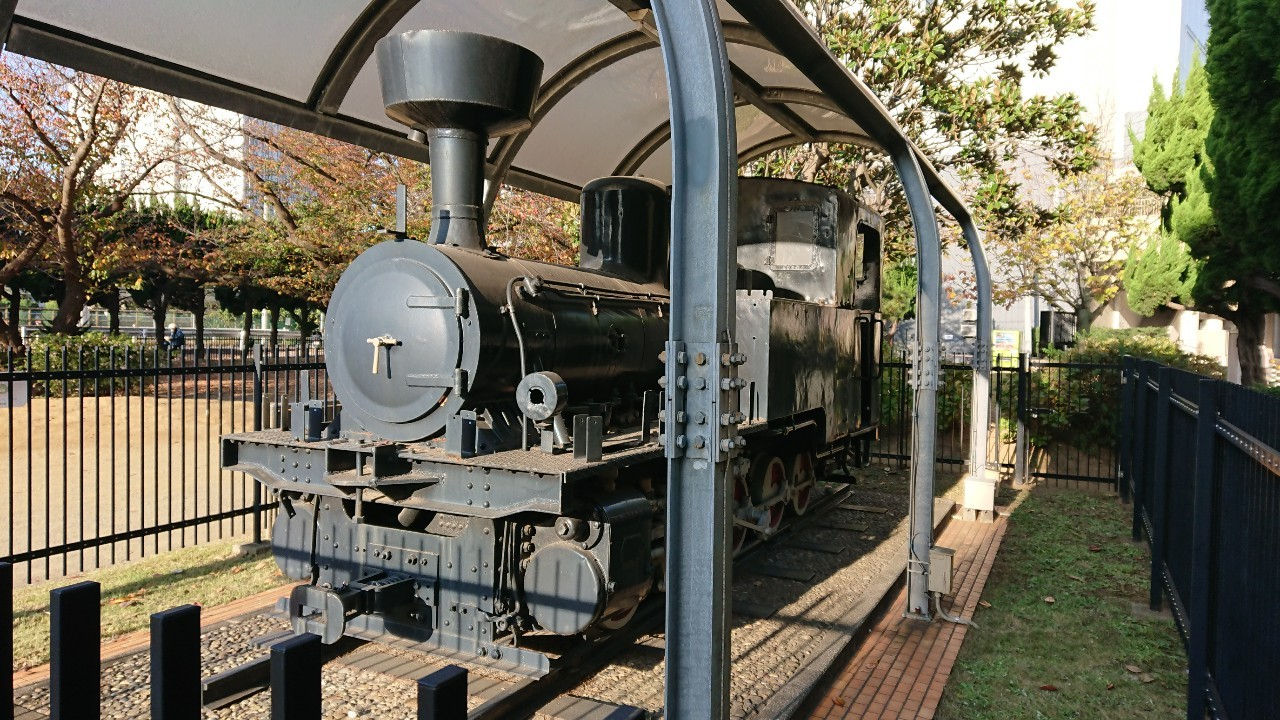
日本陸軍鉄道連隊K2　134号機関車

一方、西武鉄道へ払い下げられ安比奈線で入れ替えに使用されていたK2 134は、一時保管された後にユネスコ村で静態保存された。だが1990年の同村閉園のため、同機に縁の深い千葉県習志野市に引き取られ、同市の津田沼一丁目公園に移設された。
こちらは一部部品の欠品はあるものの2012年現在も同地に保存され、日本国内に現存が公に確認されている唯一のK2形となっている。